# Girkenroth
Girkenroth là một đô thị thuộc một ‘‘Verbandsgemeinde’’ - ở huyện Westerwald trong bang Rheinland-Pfalz, Đức. Đô thị Girkenroth có diện tích km².
Girkenroth nằm 7 km về phía nam Westerburg. Từ năm 1972, đô thị này thuộc Verbandsgemeinde Westerburg, một dạng đô thị tập thể chỉ có ở bang Rheinland-Pfalz.
Năm 1516, Girkenroth được đề cập lần đầu trong tài liệu as Gergerode.